# 奥雷阿
奥雷阿（西班牙語：Orea）是西班牙卡斯蒂利亚-拉曼恰瓜达拉哈拉省的一个市镇。总面积71平方公里，总人口253人（2001年），人口密度4人/平方公里。